# یوهین طوق‌سفید
یوهین طوق‌سفید (نام علمی: Yuhina diademata) نام یک گونه از سرده یوهین است.